# Народоосвободителен партизански отряд „Малесия“
Народоосвободителен партизански отряд „Малесия“ е комунистическа партизанска единица във Вардарска Македония, участвала в така наречената Народоосвободителна войска на Македония.
Създаден е в средата на август и се състои от 76 бойци от Малесията, Дримкол и други села от Стружко. Целта на батальона е да защитава местното население от силите на Бали Комбетар. Води борба край село Селци, Дебърска Малесия, Жупа, Дримкол. В периода 8-10 септември участва в освобождаването на Дебър. През септември 1943 година отрядът нараства до 120 души и месец по-късно вече става батальон.